# Balclutha sujawalensis
Balclutha sujawalensis är en insektsart som beskrevs av Ahmed, M. 1986. Balclutha sujawalensis ingår i släktet Balclutha och familjen dvärgstritar. Inga underarter finns listade i Catalogue of Life.